# Silja Kosonen
Pour les articles homonymes, voir Kosonen.
Silja Kosonen (née le 16 décembre 2002 à Raisio) est une athlète finlandaise, spécialiste du lancer du marteau.

## Biographie
En mars 2021, Silja Kosonen bat le record d'Europe junior, qui datait de 2000, avec un lancer à 72,44 m.
Le 28 juin 2021 à Vaasa, elle établit un nouveau record du monde junior avec 73,43 m, également record de Finlande senior. En juillet 2021, elle remporte le titre des championnats d'Europe juniors à Tallinn, en établissant un nouveau record des championnats avec 71,06 m. Elle participe aux Jeux olympiques d'été de 2020 à Tokyo mais ne franchit pas le cap des qualifications. En août 2021, elle décroche la médaille d'or lors des championnats du monde juniors de 2021, à Nairobi au Kenya, avec la marque de 71,64 m, record de la compétition.

## Palmarès
| Date | Compétition                   | Lieu     | Résultat | Marque  |
| ---- | ----------------------------- | -------- | -------- | ------- |
| 2021 | Championnats d'Europe juniors | Tallinn  | 1re      | 71,06 m |
| 2021 | Championnats du monde juniors | Nairobi  | 1re      | 71,64 m |
| 2022 | Championnats du monde         | Eugene   | 7e       | 70,81 m |
| 2022 | Championnats d'Europe         | Munich   | 5e       | 69;45 m |
| 2023 | Jeux européens                | Chorzów  | 3e       | 72,34 m |
| 2023 | Championnats d'Europe espoirs | Espoo    | 1re      | 73,71 m |
| 2023 | Championnats du monde         | Budapest | 5e       | 73,89 m |
| 2024 | Jeux olympiques d'été 2024    | Paris    | 5e       | 74,04 m |

## Records
| Épreuve           | Marque  | Lieu     | Date         |
| ----------------- | ------- | -------- | ------------ |
| Lancer du marteau | 74,19 m | Budapest | 23 août 2023 |